# (14424) Laval
(14424) Laval ist ein Asteroid des Hauptgürtels, der am 30. September 1991 von Astronomen der Spacewatch auf dem Kitt Peak (IAU-Code 691) in Arizona entdeckt wurde.
Der Asteroid wurde am 14. Juni 2003 nach der in der Stadt Québec beheimateten Universität Laval benannt, die zu den größten Forschungsuniversitäten Kanadas zählt und 1663 von François de Montmorency-Laval, der sich stets nur François de Laval nannte, dem ersten katholischen Bischof als Seminar von Québec gegründet wurde.